# Marpesia donckieri
Marpesia donckieri är en fjärilsart som beskrevs av Le Cerf 1926. Marpesia donckieri ingår i släktet Marpesia och familjen praktfjärilar. Inga underarter finns listade i Catalogue of Life.